# Делфи књижаре
Делфи књижаре представљају ланац књижара у Србији. Цео ланац креирала је и покренула 2009. године издавачка кућа Лагуна, а ланац књижара данас послује одвојено од Лагуне, са којом тесно сарађује.

## Историја
Лагуна, издавачка кућа из Србије, отворила је прву Делфи књижару 2009. године у центру Београда. Четири године касније, Делфи књижаре постале су највећи ланац књижара у Србији и читавом региону, са преко три стотине запослених у 48 продајних простора, на укупно 3000 метара квадратних, у 24 града широм Србије. Делфи књижаре свакодневно посети више од 10.000 људи.
Иако Делфи књижаре и издавачка кућа Лагуна послују као два одвојена правна ентитета, врло блиско сарађују под заједничким препознатљивим брендом – Лагунин читалачки клуб, који окупља више од 600.000 чланова који уживају разне погодности и попусте. Делфи ланац Књижара броји 42 објекта на територији Србије, на разним локацијама у Београду, Јагодини, Крагујевцу, Краљеву, Нишу, Новом Саду, Панчеву, Пожаревцу, Сремској Митровици, Суботици, Ваљеву, Вршцу, Чачку, Шапцу, Крушевцу, Ужицу, Горњем Милановцу, Зрењанину, Лазаревцу, Смедереву, Новом Пазару и Пироту.
Делфи књижара Кафе Делфи СКЦ представља највећу књижару у ланцу и налази се у згради Студентског културног центра Београд. Простире се на 250 метара квадратних и обухвата кафе-књижару у којој се одвијају промоције књига, дружења са писцима и потписивања књига. Управо су у тој књижари гостовали Марио Варгас Љоса, Ју Несбе, Лусинда Рајли, Трејси Шевалије, Питер В. Брет, Тони Парсонс и многи други.
У Делфи књижарама се налази преко 80.000 наслова свих жанрова фикције и есејистике подједнако, а свакога дана се овај број повећа за 20 нових наслова. Делфи је једини ланац књижара који групише издања свих српских издавача и велики избор књига на страним језицима. Поред књига, у Делфи књижарама може се пронаћи и велики избор разноврсних поклона, канцеларијског материјала, музичких и филмских издања и компјутерских игара, као и улазнице за концерте и бројне друге манифестације.
Ноћ књиге – Останите будни уз књигу представља највећи регионални фестивал књижара који се одржава два пута годишње, а који посети више од 30.000 купаца током шесточасовне манифестације. Штанд Делфи књижара на Београдском сајму књига посети преко 40.000 људи. Сајт www.delfi.rs је најпосећенија интернет страница посвећена продаји књига у региону, са преко 20.000 посета дневно, због чега Делфи има највећу интернет продају књига у региону.
Крајем 2018. године Делфи је избацио и андроид апликацију за поручивање и читање књига.

## Галерија
- Поглед на зграду СКЦ где се налази највећа Делфи књижара
- Књижара Делфи СКЦ — споља
- Књижара Делфи СКЦ — унутра
- Књижара Делфи СКЦ — унутра
- Књижара Делфи СКЦ — унутра
- Књижара Делфи СКЦ — унутра
- Књижара Делфи СКЦ — унутра
- Књижара Делфи СКЦ — унутра
- Књижара Делфи СКЦ — унутра
- Књижара Делфи СКЦ — унутра
- Делфи књижара Милош Црњански — споља
- Делфи књижара Милош Црњански — унутра
- Делфи књижара Милош Црњански — унутра
- Делфи књижара Милош Црњански — унутра
- Делфи књижара Милош Црњански — унутра
- Делфи књижара Милош Црњански — унутра
- Делфи књижара Милош Црњански — унутра
- Делфи књижара Милош Црњански — унутра